# Hygrotus decoratus
Hygrotus decoratus is een keversoort uit de familie waterroofkevers (Dytiscidae). De wetenschappelijke naam van de soort is voor het eerst geldig gepubliceerd in 1810 door Gyllenhal.